# Polnisch Neudorf
Polnisch Neudorf (1914–1945 Neudorf O.S., polnisch Polska Nowa Wieś, schlesisch Pulsch Neudurf, schlonsakisch Polsko Nowo Wjeś) ist eine Ortschaft in Oberschlesien. Das Dorf liegt in der Gemeinde Comprachtschütz im Powiat Opolski der Woiwodschaft Oppeln in Polen.

## Geographie

### Geographische Lage
Das Angerdorf Polnisch Neudorf liegt drei Kilometer nordwestlich vom Gemeindesitz Comprachtschütz und elf Kilometer südwestlich von der Kreisstadt und Woiwodschaftshauptstadt Oppeln. Polnisch Neudorf liegt in der Nizina Śląska (Schlesischen Tiefebene) innerhalb der Równina Opolska (Oppelner Ebene).
Das Dorf liegt an der Woiwodschaftsstraße Droga wojewódzka 429. Südlich des Flugplatzes bei Polnisch Neudorf verläuft die Autobahn A4 sowie die Bahnstrecke zwischen Oppeln und Neiße.

### Nachbarorte
Nachbarorte von Polnisch Neudorf sind im Osten Comprachtschütz (Komprachcice), im Nordwesten Bowallno (Wawelno) und im Norden Chrosczinna (Chróścina).

## Geschichte

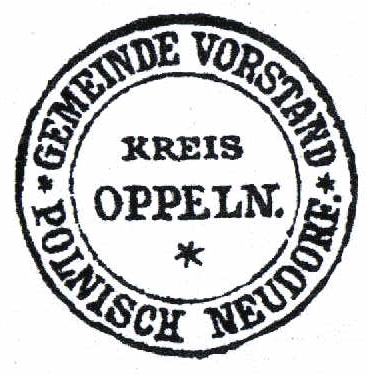
Altes Siegel des Gemeindevorstands von Polnisch Neudorf

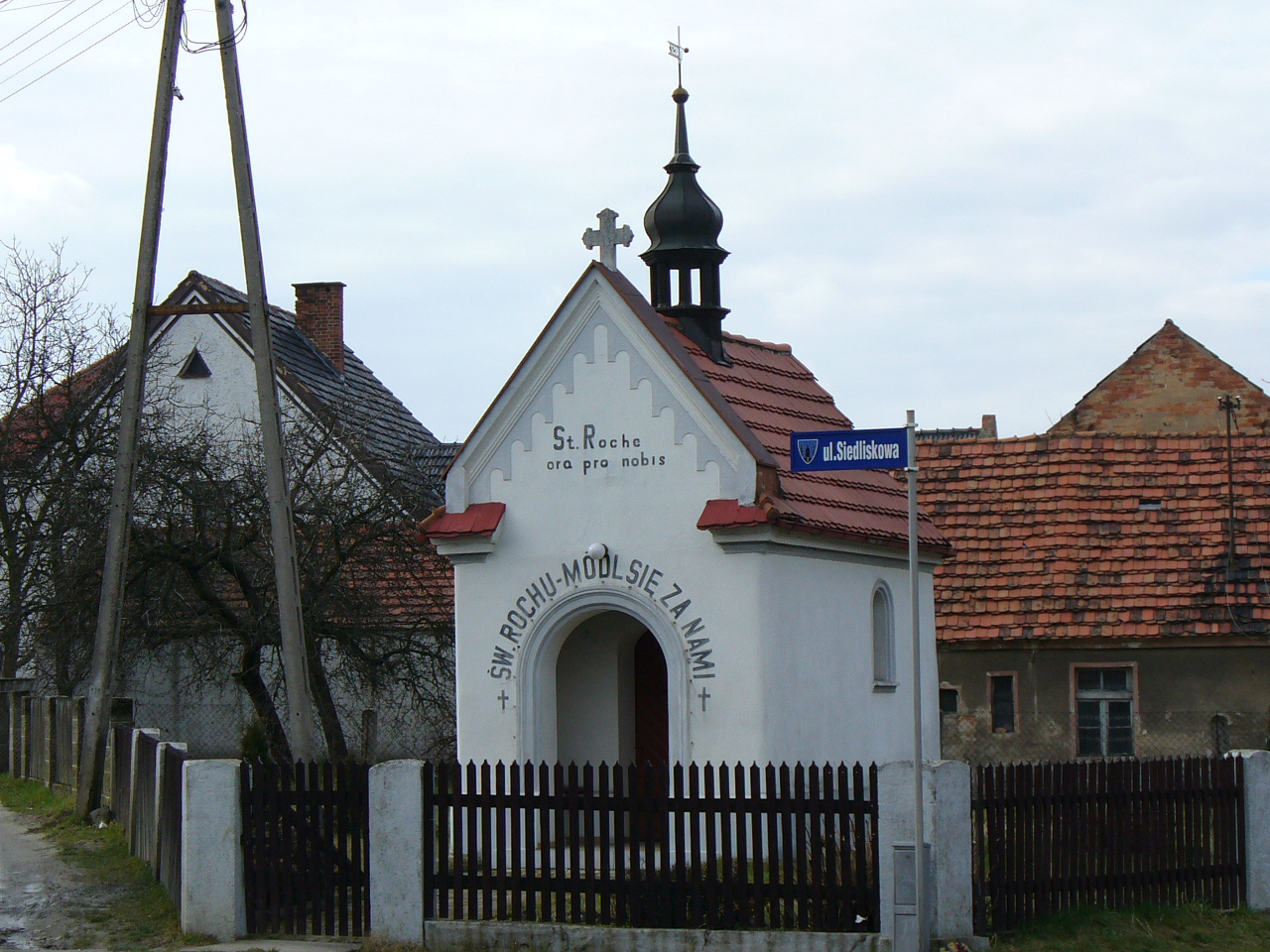
Rochuskapelle

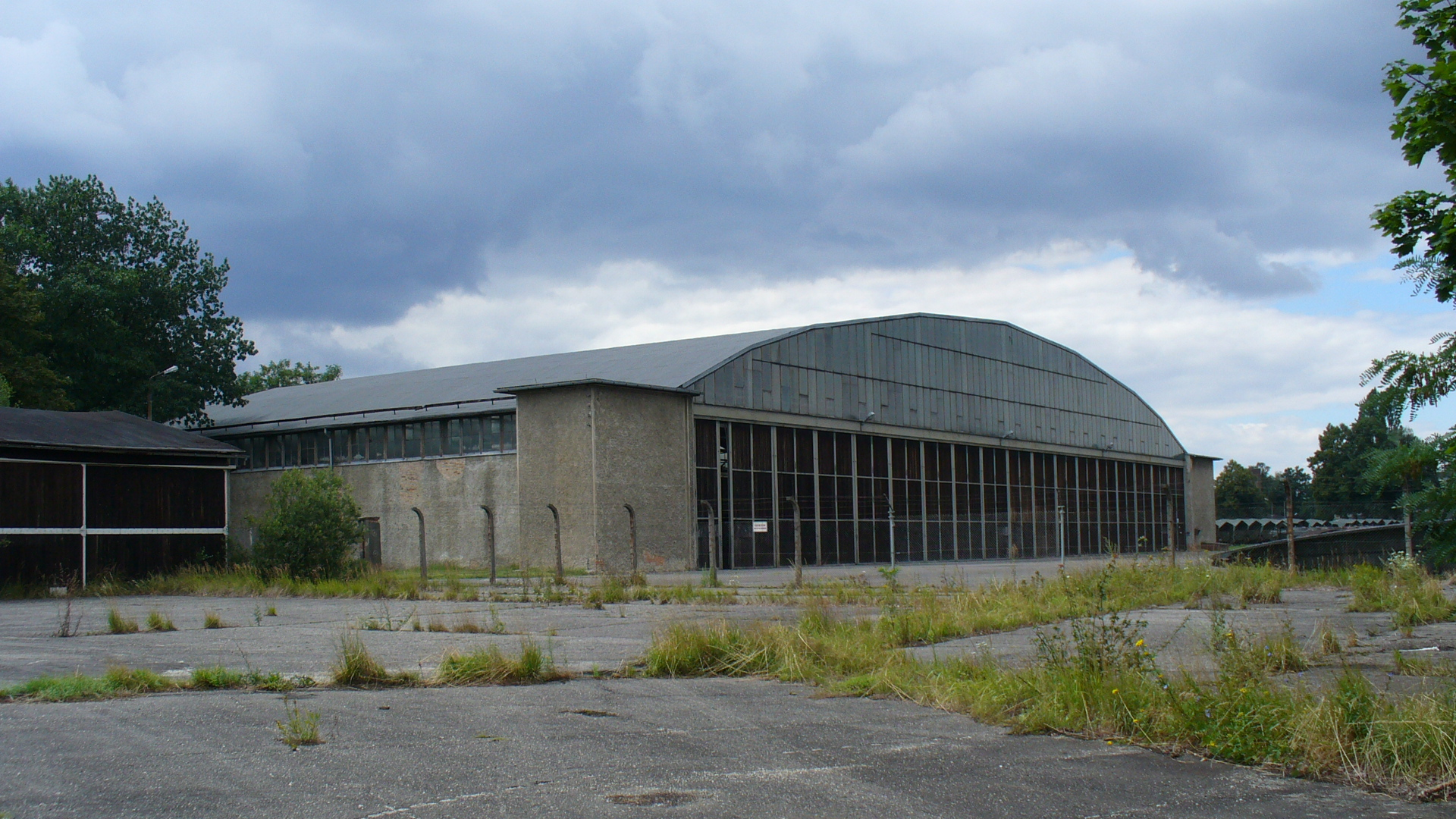
Der ehem. Fliegerhorst Neudorf O/S

Der Ort wurde erstmals um 1456 urkundlich erwähnt. Zwischen 1666 und 1688 entstand eine erste Schrotholzkirche in Polnisch Neudorf.
Nach dem Ersten Schlesischen Krieg 1742 fiel Polnisch Neudorf mit dem größten Teil Schlesiens an Preußen.
Nach der Neuorganisation der Provinz Schlesien gehörte die Landgemeinde Polnisch Neudorf ab 1816 zum Landkreis Oppeln im Regierungsbezirk Oppeln. 1845 bestanden im Dorf eine katholische Schrotholzkirche, eine Kapelle, eine katholische Schule und weitere 119 Häuser. Im gleichen Jahr lebten in Polnisch Neudorf 840 Menschen, davon 20 evangelisch. 1861 zählte der Ort 887 Einwohner. Der Ort besaß eine eigene Schule sowie eine hölzerne Filialkirche der Pfarrei in Comprachtschütz. 1874 wurde der Amtsbezirk Comprachtschütz gegründet, zu dem Polnisch Neudorf eingegliedert wurde.
1914 wurde Polnisch Neudorf in Neudorf umbenannt. Bei der Volksabstimmung in Oberschlesien am 20. März 1921 stimmten 629 Wahlberechtigte für einen Verbleib bei Deutschland und 259 für Polen. Neudorf verblieb beim Deutschen Reich. Zu diesem Zeitpunkt lebten im Ort 1.431 Katholiken, 29 Protestanten und 4 Juden. 1933 lebten im Ort 1.634 Einwohner. 1936 wurde südlich von Neudorf der Fliegerhorst Neudorf O/S eröffnet. 1939 hatte der Ort 1.725 Einwohner. Bis 1945 befand sich der Ort im Landkreis Oppeln.
1945 kam der bisher deutsche Ort unter polnische Verwaltung und wurde in Polska Nowa Wieś umbenannt und der Woiwodschaft Schlesien angeschlossen. 1950 kam der Ort zur Woiwodschaft Oppeln. Nach dem Bau der neuen Kirche zwischen 1949 und 1953 wurde die alte Schrotholzkirche nicht mehr genutzt. Daher wurde sie 1960 abgebaut und im Dorf Szczepanek in der Gmina Strzelce Opolskie wieder aufgebaut. 1999 kam Polnisch Neudorf zum wiedergegründeten Powiat Opolski. Am 4. Juni 2009 wurde in der Gemeinde Comprachtschütz, der Polnisch Neudorf angehört, Deutsch als zweite Amtssprache eingeführt und am 1. Dezember 2009 erhielt der Ort zusätzlich den amtlichen deutschen Ortsnamen Polnisch Neudorf.

## Sehenswürdigkeiten

### Fliegerhorst Neudorf
Der Fliegerhorst Neudorf wurde zwischen 1938 und 1939 angelegt. Hier befanden sich der Hauptsitz der IV. (Ergänzungs-)Gruppe des Kampfgeschwaders 254 sowie verschiedene Flugzeugführerschulen für einmotorige Flugzeuge. Heute wird der Flugplatz für Sportflugzeuge und weitere Events genutzt.

### Weitere Sehenswürdigkeiten
- Die römisch-katholische Mariä-Heimsuchung-Kirche (poln. Kościół Nawiedzenia NMP) wurde zwischen 1949 und 1953 erbaut.[8]
- Denkmal für die Gefallenen beider Weltkriege
- Rochuskapelle – 1857 erbaut

## Vereine
- Deutscher Freundschaftskreis
- Freiwillige Feuerwehr OSP Polska Nowa Wieś